# طارق العابر
طارق العابر ( مواليد 20 يونيو 1992) هو لاعب بيسبول فلسطيني أمريكي، نشأ في سان مارينو، بولاية كاليفورنيا . يُعد العابر أول شخص تم تشخيصه رسميًا بالتوحد ولم يكن قادرًا على النطق حتى سن السادسة. في 21 مارس 2018، وقع عقد دوري مع فريق كانساس سيتي رويالز.

## المسيرة الرياضية
بدأ طارق العابر ممارسة رياضة البيسبول عندما كان عمره عشر سنوات. التحق بجامعة كونكورديا إيرفين، وجامعة بريستول في أنهايم، كاليفورنيا ، حصل على شهادة في إدارة الأعمال.
انضم بعد ذلك إلى دوري إمباير للمحترفين للبيسبول، حيث تم اختياره كأفضل لاعب مبتدئ في عام 2016، فازبلقب الدوري مع فريق بلاتسبورج ريدبيردز في عام 2017.
انضم إلى فريق Arizona Complex League Royals في الولايات المتحدة الأمريكية حتى لعب معهم حتى عام 2023، وبعدها لعب مع المنتخب الفلسطيني في كأس غرب آسيا للبيسبول 2023 ، وخسر في النهاية في المباراة النهائية أمام باكستان. هذا الإنجاز أهل االفريق للمشاركة في بطولة آسيا للبيسبول 2023 ، حيث حصلوا على المركز السابع.
منذ بداية عام 2025 لعب في لوس أنجلوس في دوري الاستكشاف.